# Mae Busch
Pour les articles homonymes, voir Busch.
Mae Busch est une actrice britannique, née Annie May Busch le 18 juin 1891 à Melbourne (Victoria), morte d'un cancer le 19 avril 1946 à Woodland Hills — Quartier de Los Angeles (Californie).

## Biographie
Sa famille s'étant installée en 1900 aux États-Unis, Mae Busch y débute au théâtre dans le répertoire du vaudeville. Elle apparaît pour la première fois au cinéma dans The Agitator, court métrage muet d'Allan Dwan, sorti en 1912. Au total, elle contribue à environ cent-trente films américains (y compris des westerns), le dernier — un petit rôle non crédité, dans Ladies' Man de William D. Russell — sorti en 1947, près d'un an après sa mort.
L'essentiel de sa carrière se situe durant la période du muet (près de soixante-dix films). En particulier, elle joue dans deux films d'Erich von Stroheim, Les Passe-partout du diable (1920, avec Sam De Grasse, réputé perdu) et Folies de femmes (1922, avec Erich von Stroheim). L'un de ses derniers films muets est le court métrage Un ancien flirt de Fred Guiol (1927) ; à cette occasion, elle entame une collaboration avec le duo comique Laurel et Hardy (treize films en tout, dont plusieurs où elle est l'épouse d'Oliver Hardy). Citons également Calvaire d'apôtre de Maurice Tourneur (1923, avec Richard Dix, lui aussi réputé perdu), Le Glaive de la loi de Victor Sjöström (1924, avec Conrad Nagel), ou encore Le Club des trois de Tod Browning (version de 1925, avec Lon Chaney).
Le premier film parlant de Mae Busch est Alibi de Roland West (1929, avec Chester Morris). Par la suite, l'un de ses films les plus connus est Les Compagnons de la nouba (1933), à nouveau avec Laurel et Hardy, qu'elle retrouve une dernière fois dans La Bohémienne (1936). Sinon, durant sa période parlante, elle interprète uniquement des seconds rôles de caractère, voire des petits rôles non crédités ; ainsi, elle personnifie la Comtesse de La Motte dans Marie-Antoinette de W.S. Van Dyke (1938), face à Norma Shearer dans le rôle-titre.
Pour sa contribution au cinéma, une étoile lui est dédiée sur le Walk of Fame d'Hollywood Boulevard. 

## Filmographie partielle
- 1912 : The Agitator d'Allan Dwan (court métrage)
- 1912 : La Sirène de Mack Sennett (cm)
- 1915 : Alcide concierge (Hogan, the Porter) de Charles Avery (cm)
- 1915 : Fatty et Mabel se marient (en) de Roscoe Arbuckle (cm)
- 1915 : Ye Olden Grafter de Dell Henderson (cm)
- 1915 : Ambroise et les sœurs jumelles (Ambrose's Sour Grapes) de Walter Wright (cm)
- 1915 : Love in Armor de Nick Cogley et Francis J. Grandon (cm)
- 1915 : A One Night Stand de Walter Wright (cm)
- 1915 : Settled at the Seaside de Frank Griffin (cm)
- 1915 : The Rent Jumpers de Frank Griffin (cm)
- 1915 : La Vengeance d'Ambroise (A Human Hound's Triumph) de Dell Henderson (cm)
- 1915 : For Better - But Worse de Dell Henderson (cm)
- 1915 : Une joyeuse école (Those College Girls) de F. Richard Jones (cm)
- 1915 : Those Bitter Sweets de Dell Henderson (cm)
- 1915 : Merely a Married Man de Dell Henderson (cm)
- 1915 : A Rascal's Foolish Way de Dell Henderson et Mack Sennett (cm)
- 1915 : La Danseuse et le vagabond (A Favorite Fool) d'Edwin Frazee (cm)
- 1915 : The Best of Enemies de Frank Griffin (cm)
- 1915 : Fatty and the Broadway Stars de Roscoe Arbuckle (cm)
- 1916 : Wife and Auto Trouble de Dell Henderson et Mack Sennett (court métrage)
- 1917 : The Fair Barbarian de Robert Thornby

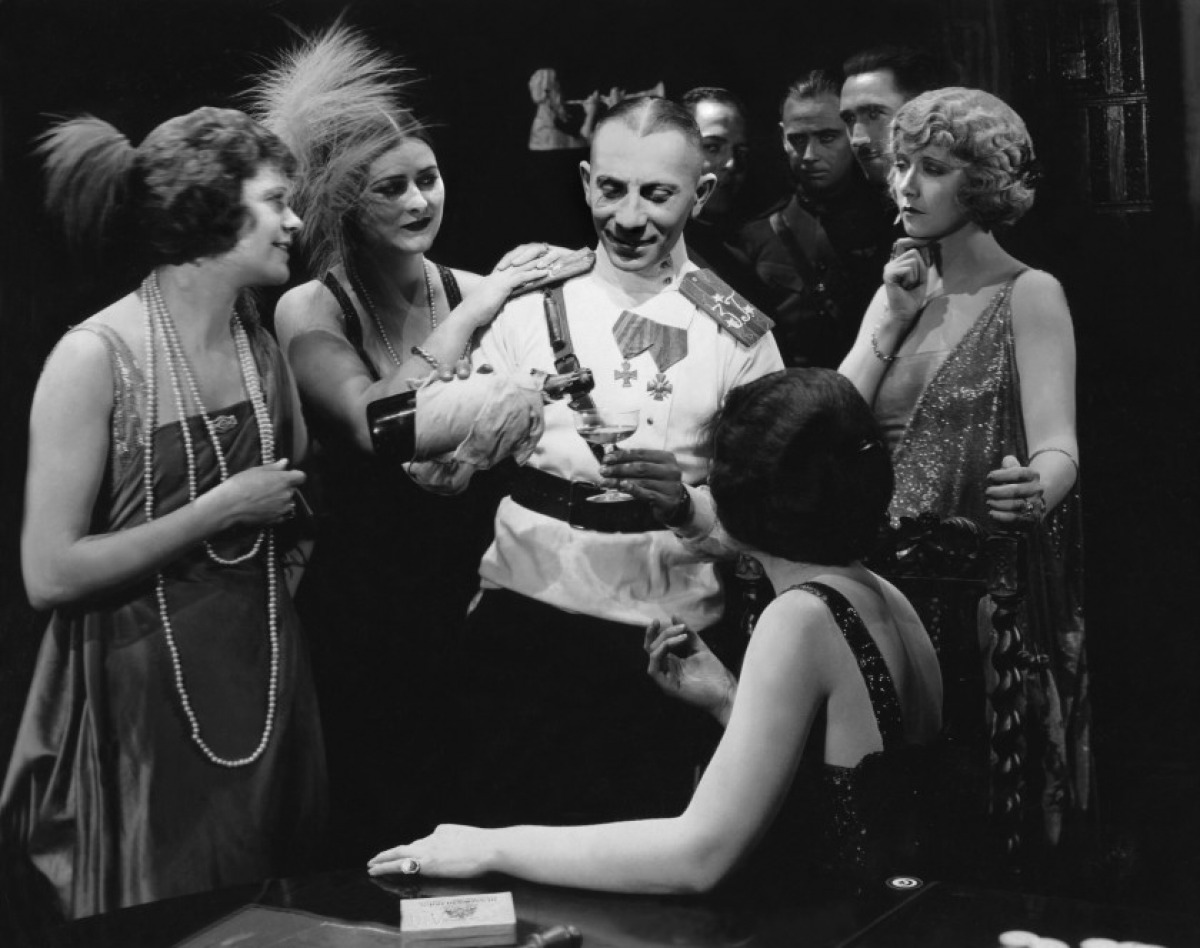
À droite, avec Erich von Stroheim, dans Folies de femmes (1922).

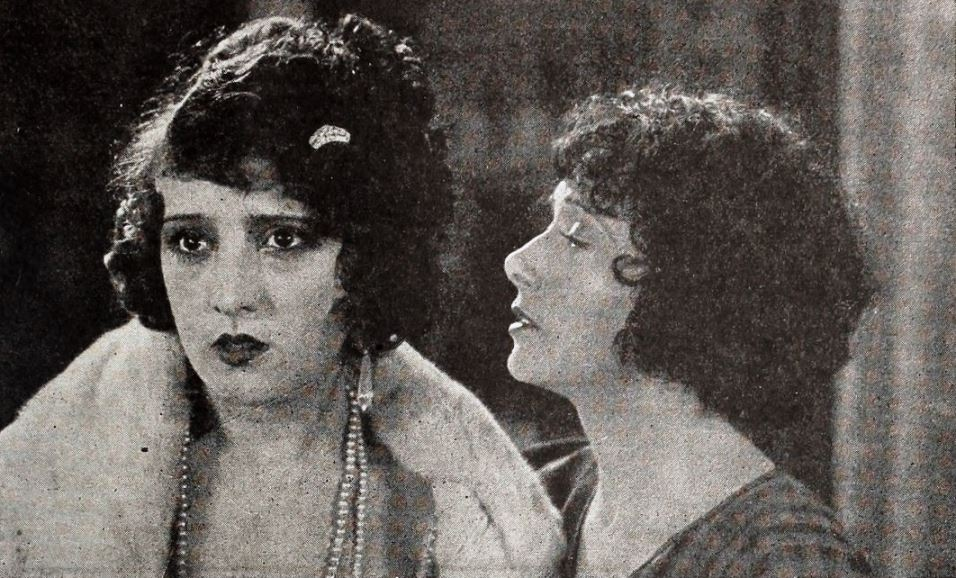
Estelle Taylor et Mae Busch dans Only a Shop Girl (1922).

- 1919 : Un reportage tragique (The Grim Game) d'Irvin Willat
- 1920 : Les Passe-partout du diable (The Devil's Pass Key) d'Erich von Stroheim
- 1920 : The Lone Ranger de Mack V. Wright (court métrage)
- 1920 : Her Husband's Friend de Fred Niblo
- 1922 : Apprivoisons nos femmes (Brothers under the Skin) de E. Mason Hopper
- 1922 : Le Scrupule (en) (Her Own Money) de Joseph Henabery
- 1922 : Folies de femmes (Foolish Wives) d'Erich von Stroheim
- 1922 : Only a Shop Girl d'Edward LeSaint
- 1922 : Pardon my Nerve ! de William Reeves Easton
- 1923 : Souls for Sale de Rupert Hughes
- 1923 : Calvaire d'apôtre (The Christian) de Maurice Tourneur
- 1924 : Le Fatal Mirage (The Shooting of Dan McGrew) de Clarence G. Badger
- 1924 : Bread de Victor Schertzinger
- 1924 : Le Glaive de la loi (Name the Man) de Victor Sjöström
- 1924 : Broken Barriers de Reginald Barker
- 1924 : Les Badins (The Triflers) de Louis Gasnier
- 1924 : Married Flirts de Robert G. Vignola
- 1925 : Flaming Love de Victor Schertzinger
- 1925 : Time, the Comedian de Robert Z. Leonard
- 1925 : Le Club des trois (The Unholy Three) de Tod Browning
- 1927 : Tongues of Scandal de Roy Clements
- 1927 : Un ancien flirt (Love 'Em and Weep) de Fred Guiol (court métrage)
- 1927 : Husband Hunters de John G. Adolfi
- 1927 : Perch of the Devil de King Baggot
- 1927 : The Beauty Shoppers de Louis Gasnier
- 1928 : San Francisco Nights de Roy William Neill
- 1928 : L'Insoumise (Fazil) de Howard Hawks
- 1928 : Dans la ville endormie (While the City Sleeps) de Jack Conway
- 1928 : Black Butterflies de James W. Horne
- 1928 : Sisters of Eve de Scott Pembroke
- 1929 : Alibi de Roland West
- 1929 : A Man's Man de James Cruze
- 1929 : On n'a pas l’habitude (Unaccustomed As We Are) de Lewis R. Foster et Hal Roach
- 1931 : Quand les poules rentrent au bercail (Chickens Come Home)
- 1931 : Toute la vérité (Come Clean) de James W. Horne
- 1931 : Wicked d'Allan Dwan
- 1932 : Laurel et Hardy bonnes d'enfants (Their First Mistake) de George Marshall (court métrage)
- 1932 : Docteur X (Doctor X) de Michael Curtiz
- 1932 : Without Honor (en) de William Nigh
- 1932 : The Man called Black de Robert Florey
- 1932 : The Rider of Death Valley d'Albert S. Rogell
- 1932 : The Heart Punch de William Reeves Easton
- 1932 : Fils de Russie (Scarlet Dawn) de William Dieterle
- 1932 : Women Won't Tell de Richard Thorpe
- 1932 : The Racing Strain de Jerome Storm
- 1933 : Blondie Johnson de Ray Enright
- 1933 : Lilly Turner de William A. Wellman
- 1933 : Out All Night de Sam Taylor
- 1933 : Les Compagnons de la nouba (Sons of the Desert) de William A. Seiter
- 1933 : Dance, Girl, Dance de Frank R. Strayer
- 1934 : Gai, gai, marions-nous (Oliver the Eighth) de Lloyd French (court métrage)
- 1934 : Les Jambes au cou (Going Bye-Bye!) de Charley Rogers
- 1934 : Les Joyeux Compères (Them Thar Hills) de Charley Rogers
- 1934 : Beloved de Victor Schertzinger
- 1934 : Picture Brides de Phil Rosen
- 1934 : Le Bateau hanté (The Live Ghost) de Charley Rogers
- 1935 : Laurel et Hardy électriciens (Tit for Tat)
- 1935 : Les Rois de la gaffe (The Fixer Uppers) de Charley Rogers
- 1936 : La Bohémienne (The Bohemian Girl) de James W. Horne et Charley Rogers
- 1937 : La Fille de Shanghai (Daughter of Shanghai) de Robert Florey
- 1938 : Marie-Antoinette (Marie Antoinette) de W.S. Van Dyke : Jeanne de Valois-Saint-Rémy
- 1938 : Big Broadcast of 1938 (The Big Broadcast of 1938) de Mitchell Leisen
- 1938 : Prison Farm de Louis King
- 1938 : Nancy Drew... Detective de William Clemens
- 1941 : La Danseuse des Folies Ziegfeld (Ziegfeld Girl) de Robert Z. Leonard
- 1942 : Hello, Annapolis de Charles Barton
- 1942 : The Mad Monster de Sam Newfield
- 1945 : Mascarade à Mexico (Masquerade in Mexico) de Mitchell Leisen
- 1945 : Le Club des cigognes (The Stork Club) d'Hal Walker
- 1946 : Le Dahlia bleu (The Blue Dahlia) de George Marshall
- 1946 : Amazone moderne (The Bride wore Boots) d'Irving Pichel
- 1946 : Cross my Heart de John Berry
- 1947 : Ladies' Man (en) de William D. Russell